# Arkan
Željko Ražnatović (en serbi: Жељко Ражнатовић), conegut com a Arkan (en serbi: Аркан), (17 d'abril de 1952 - 15 de gener de 2000); va ser un líder paramilitar serbi, acusat de nombrosos crims de guerra ocorreguts durant les Guerres Balcàniques de la dècada de 1990.

## Joventut. Forja d'un criminal
Arkan va néixer a Brežice, una petita ciutat de la regió de Styria, al sud d'Eslovènia. El seu pare Veljko era un serbi que servia com a oficial d'alt rang en les Forces Aèries Iugoslaves (SFR). Arkan vivia amb la seva mare Slavka, activista comunista, i les seves tres germanes més grans. Els seus pares es van divorciar en la seva joventut i el seu pare el solia pegar, tractant tots els components de la família com subordinats militars. Aquesta situació familiar va facilitar el fet que el petit Arkan escapés de casa sovint realitzant entremaliadures que el van fer acabar en diverses ocasions en correccionals de menors, convertint-se així, en poc temps, en un delinqüent juvenil.
El 1972, als 20 anys, va emigrar a l'Europa occidental, esperant trobar fortuna continuant la seva carrera com a delinqüent. Allà va conèixer diversos famosos delinqüents iugoslaus que més tard van morir assassinats. Va prendre el seu àlies "Arkan" d'un dels noms falsos que va utilitzar als seus passaports. Va ser arrestat a Bèlgica, els Països Baixos, Suècia, Alemanya, Àustria, Suïssa i Itàlia per càrrecs com a robatori amb arma de foc, assalt i assassinat. Va ser empresonat a Bèlgica el 1974, d'on va escapar el 1977, i es va tornar a empresonar a Països Baixos, el 1979, d'on va escapar el 1981. A hores d'ara ja havia estat ferit en un tiroteig amb la policia. Va fugir de dotzenes de presons europees, inclòs el complex que és avui la presó d'alta seguretat per a criminals de guerra a Scheveningen, La Haia. Arkan es trobava entre els deu criminals més buscats per la Interpol.
En la seva joventut Arkan va travar una bona amistat amb Stane Dolanc, amic del seu pare i cap de la Policia Secreta Iugoslava (UDBA), a més de ser una persona molt propera a Josip Broz Tito. Sempre que Arkan es ficava en problemes Dolanc l'ajudava com a recompensa pels seus serveis l'UDBA. Arkan va treballar com a agent encobert des de 1973, i el seu treball consistia a dur a terme assassinats d'emigrants polítics i opositors al règim iugoslau. Arkan va aprendre a parlar anglès, francès i italià, a més de tenir noció d'altres idiomes com l'alemany, suec, neerlandès, albanès i búlgar a causa dels seus treballs encoberts per a l'UDBA. Va tornar a Iugoslàvia el 1981 continuant la seva carrera com a delinqüent mitjançant l'obertura de nombrosos negocis il·legals. El Novembre de 1983 dos policies federals van anar a detenir-lo per interrogar-lo sobre aquestes activitats, però es va resistir a la detenció, traient la seva arma i ferint-los a tots dos. La intervenció de Stane Dolanc va aconseguir la seva excarceració dos dies després. Aquest incident va incrementar la seva reputació de criminal polític a Belgrad.

## Paper en la Guerra dels Balcans
Al principi dels 90 la situació política, ètnica i religiosa a l'antiga Iugoslàvia es va tornar molt tensa, la qual cosa va provocar que l'11 d'octubre de 1990 Arkan creés un grup paramilitar anomenada Guàrdia Voluntària Sèrbia, afavorida per la plana major de l'Exèrcit Popular Iugoslau (JNA). Arkan era el líder d'aquesta unitat que es va formar a partir d'aficionats de l'Estrella Roja de Belgrad.
El novembre de 1990 Arkan es va desplaçar a Knin a una reunió del consell de guerra de la República Sèrbia de Krajina i en tornar a Belgrad va ser arrestat per tràfic d'armes per la policia croata a la frontera entre Croàcia i Bòsnia al costat d'uns altres cinc serbis. Van ser imputats per càrrecs de conspiració per enderrocar el nou estat de Croàcia i intent d'assassinat del president Franjo Tuđman. El 14 de juny de 1991 va ser alliberat sota estranyes circumstàncies després d'un judici polític a Zagreb.
Els Tigres d'Arkan, força paramilitar que ell va crear, van establir la seva caserna general i base d'entrenament en unes antigues instal·lacions militars d'Erdut. Aquest grup va estar en actiu des de mitjan 1991 fins a finals de 1995, començant la seva activitat a la regió de Vukovar, a Croàcia. Es creu que el grup estava format per uns 10.000 homes ben entrenats i equipats amb l'armament més modern, incloent diversos tancs i helicòpters. Les seves unitats van ser equipades per les reserves de la policia sèrbia durant la guerra a Croàcia i Bòsnia.
Després del començament de la guerra a Croàcia, a la tardor de 1991 i a Bòsnia l'abril de 1992 Arkan i les seves unitats es van mobilitzar per defensar els territoris controlats per serbis en aquests països i realitzant operacions de neteja ètnica de tots els no-serbis. En la Krajina els Tigres d'Arkan van combatre en diversos llocs d'Eslavònia Oriental. En la República Srpska (de Bòsnia) els Tigres d'Arkan van combatre als voltants de Zvornik i Brčko, on van aixafar a unitats de bosnis pobrament armats.
A la tardor de 1995 les seves tropes van combatre en l'àrea de Banja Luka, Sanski Most i Prijedor on van ser comandats a la major part de les accions de guerra pel mateix Arkan, arribant a recompensar els seus combatents amb parts dels botins procedents dels seus saqueigs.
Arkan es va convertir en una icona tant per als serbis com per als seus enemics. Per als serbis era un heroi popular i un patriota, mentre que per als seus enemics s'havia convertit en un blanc del seu odi i enveja.
Les seves tropes també van estar estacionades en la República de la Krajina sèrbia lluitant contra l'exèrcit croat, on va entrar en conflicte amb el també líder serbi Milan Martić sobre les operacions militars dutes a terme.
Arkan era confident de Zoran Đinđić i, de manera ocasional, hi va coincidir durant el transcurs de la guerra, arribant a recomanar-li la seva sortida del país quan van començar els bombardeigs de l'OTAN perquè va pensar que la seva vida corria perill. Arkan també tenia contactes molt propers i fins i tot plans polítics amb el polític rus ultranacionalista Vladimir Zhirinovsky.

## Poder i influència en Iugoslàvia
Arkan era un home poderós amb connexions al màxim nivell en l'aparell de l'Estat, mentre que la seva influència sobre les altes esferes de la societat sèrbia era insignificant. Arkan es presentava a si mateix com a defensor dels serbis i lluitador per la llibertat i la justícia. Era conegut per les seves múltiples personalitats, mostrant-se com un líder fort i fins i tot brutal en públic i més reservat i acurat en privat. També va organitzar i va finançar ajuda humanitària per a famílies pobres i orfes de la guerra, així com va donar pensions als voluntaris esguerrats i a les famílies dels soldats morts.
Arkan va ser glorificat per part de la població sèrbia com a heroi de guerra, arribant fins i tot a dedicar-se-li cançons al seu nom. D'altres ho van desdenyar a causa de la seva forma de vida de playboy i l'enorme abundància amb què es movia i que va ser guanyada amb mitjans ombrívols. Posseïa una mansió al barri de Dedinje, a Belgrad, on resideixen els polítics i els diplomàtics estrangers.
Malgrat créixer al si d'una família atea, va tenir gests per mostrar respectes públicament a l'Església Ortodoxa Sèrbia, i especialment al seu cap visible, el Patriarca Pavle, apareixent en festes religioses (sempre de manera pública) Sobre els motius que li van portar a aquesta nova espiritualitat religiosa alguns van apuntar que va ser una temptativa desvergonyida d'autopromoció en un intent de reconciliació amb la societat sèrbia.
El 3 de novembre de 1993, Arkan i els seus seguidors van fundar el Partit de la Unitat Sèrbia, i ell es va convertir en el seu president. El partit va perdre les eleccions parlamentàries i no va poder aconseguir cap escó malgrat una campanya promocional enèrgica. En les eleccions del 2000 el partit va tenir 200.000 vots, aconseguint així 14 escons en el parlament serbi.
En la postguerra, després de la firma dels Acords de Dayton, Arkan va tornar als seus interessos en l'esport i els negocis privats. La Guàrdia Voluntària Sèrbia va ser dissolta de manera oficial l'abril de 1996, amb la possibilitat de tornar a reintegrar-se en cas d'emergència de guerra. El juny d'aquell mateix any va aconseguir un equip de futbol de segona divisió, l'Obilić, que va convertir en poc temps en un equip de primera línia, arribant a guanyar el campionat de lliga, a més de participar en competicions europees. Va arribar a amenaçar els jugadors d'equips rivals que feien gols a l'Obilić. Aquestes amenaces eren subratllades per milers de veterans del seu exèrcit que omplien les grades, mentre entonaven càntics amenaçadors. Un jugador va explicar a la revista britànica Four-Four-Two que es tancava en un garatge quan l'equip jugava contra l'Obilić. La UEFA va prohibir l'Obilić la participació en les seves competicions. Com a resultat d'aquesta prohibició, Arkan va abandonar la presidència del club, deixant-la a les mans de la seva esposa, "Ceca", i el 1998 arribà a planificar l'assassinat de l'aleshores president de la UEFA Lennart Johansson. Arkan va ser també president de l'Associació Iugoslava de Kickboxing.
Va ser acusat d'estar involucrat en trames d'extorsió i contraban de petroli i articles de luxe. Encara que va establir negocis lícits, arribant a tenir més de 400 persones treballant per a ell. Entre aquests negocis es comptaven casinos, discoteques, gasolineres, pastisseries, magatzems, fleques, restaurants, gimnasos, així com una agència de seguretat privada.
Va tenir nou fills amb cinc dones diferents. El seu fill gran, Mihajlo, va néixer el 1975, producte d'una relació amb una dona sueca, Agneta. Mihajlo va arribar a combatre al costat del seu pare. Més tard va tenir dues filles, una producte d'una relació amb una dona belga i l'altra amb una actriu de Belgrad, els tres amb la seva paternitat reconeguda. La primera esposa d'Arkan era Natalija Martinović, professora d'espanyol, amb qui va tenir quatre fills. Arkan es va divorciar i més endavant va contreure matrimoni el 19 de febrer de 1995 (amb un uniforme militar serbi de la Primera Guerra Mundial) amb Svetlana "Ceca" Veličković, jove cantant i principal exponent de l'estil musical denominat turbo-folk. Van ser una parella molt popular i glamourosa que apareixia sovint en públic. Fruit d'aquest matrimoni van néixer els seus fills Veljko i Anastasija.
Arkan era aliat de manera extraoficial de Slobodan Milošević, i es movia sota el seu control, malgrat que era totalment independent a les seves accions i decisions. Els contactes entre ambdós es realitzaven generalment a través d'un mitjancer, Radovan Stojičić "Bada", Cap de policia i persona propera a Milošević, que va ser assassinat l'abril de 1997.
L'agost de 1998, quan les tensions a Kosovo ja havien començat, Arkan va intentar posicionar-se a prop d'Occident i guanyar-se el seu suport escrivint una carta de suport al President dels Estats Units, Bill Clinton, pels atemptats contra les ambaixades nord-americanes a Kenya i Tanzània. A la carta va expressar les seves condolences a les víctimes que van morir en l'atac, i va advertir Clinton dels perills del fonamentalisme islàmic. En un extracte de la carta es podia llegir: "Sr. president... no admeti que el terrorisme continuï en aquesta part dels Balcans, en l'Estat Serbi, que és un amic del seu estat per sempre." Clinton no li va fer cas i mai no va respondre la carta.

## Paper en la guerra de Kosovo
Quan va esclatar la Guerra de Kosovo a l'estiu de 1998, Arkan va ser avisat perquè ordenés als seus oficials i a soldats que s'unissin a l'exèrcit i a la policia en la lluita contra l'Exèrcit d'Alliberament de Kosovo (ELK), però no va ser personalment allà a supervisar la situació. Abans que el pitjor del conflicte comencés Arkan va visitar Kosovo en diverses ocasions com a oficial del govern, intentant pacificar els albanesos i donar aparença de seguretat i esperança als serbis. Tanmateix, se l'acusa d'exercir un paper militar durant l'Operació Força Aliada.
D'acord amb el jutge Richard May del Regne Unit, el Tribunal de la Haia va publicar una acusació contra Arkan el 30 de setembre de 1997 pels crims de guerra de genocidi, crims contra la humanitat i les ruptures de la Convenció de Ginebra de 1949. L'autorització es va mantenir segellada i no es va fer pública fins al 31 de març de 1999, quan els bombardeigs de l'OTAN a Iugoslàvia ja havien començat. L'acusació d'Arkan va ser feta pública per Louise Arbour, després Alta Comissionada de l'Oficina de les Nacions Unides per als Drets Humans i membre de la Cort Suprema del Canadà.
Durant els bombardeigs que va dur a terme l'OTAN a Sèrbia, Arkan va negar tots els càrrecs que hi havia contra ell de crims de guerra en entrevistes que va donar a cadenes de televisió com la CNN i BBC i a altres reporters estrangers durant la Guerra de Kosovo. Així mateix, va culpar l'OTAN pels bombardeigs sobre civils i la creació de refugiats de totes les ètnies, i va indicar que ell desplegaria les seves tropes només en el cas d'una invasió de les tropes de l'OTAN per terra. Després del bombardeig de les Forces Aèries dels Estats Units de l'ambaixada xinesa a Belgrad (en la qual van morir tres periodistes, i que va conduir a una escalada de tensions diplomàtiques entre els Estats Units i la República Popular de la Xina) l'OTAN i diversos mitjans de comunicació occidentals van declarar que l'edifici havia estat considerat un objectiu perquè l'oficina de l'agregat militar xinès era utilitzada per Arkan per comunicar i per transmetre missatges als seus "Tigres" a Kosovo.
Per a Arkan, els mesos posteriors al final de la Guerra de Kosovo, i fins al dia del seu assassinat, es van convertir en un llarg període de polèmica, controvèrsies, rumors i especulacions, especialment dins de Sèrbia.

## Assassinat i fama postmortem
Arkan va ser assassinat el 15 de gener de 2000 a les 17:05 GMT al vestíbul de l'Hotel Intercontinental de Belgrad, en un lloc on va ser envoltat per altres hostes de l'hotel. L'assassí, Dobrosav Gavrić, era un jove de 23 anys, membre de la brigada mòbil de la policia. Gavrić tenia llaços amb el món del xusma i estava de baixa per malaltia en aquelles dates. Es va apropar cap a seu blanc per darrere. Arkan estava assegut, parlant amb dos amics. Gavrić va esperar uns minuts, es va aproximar per darrere d'ells, i va realitzar una successió de trets ràpids amb la seva CZ-99 reglamentària. Arkan va ser disparat tres vegades per l'esquena a la part posterior del cap i va entrar en coma. El seu guardaespatlles el va introduir en un vehicle i el van portar a l'hospital. Els metges van intentar la seva reanimació cardiopulmonar durant més d'una hora en va, encara que van aconseguir reviure-li durant un instant. La mort va ser certificada a les 18:50. Els acompanyants d'Arkan en aquell moment Milenko Mandić, un home de negocis, i Dragan Garić, inspector de policia, també van ser assassinats per Gavrić. Aquest va ser disparat i ferit pel guardaespatlles d'Arkan, Zvonko Mateović, i va caure inconscient. Una dona va ser ferida de gravetat en l'intercanvi de trets entre ambdós. Després d'una complicada intervenció quirúrgica, Gavrić va sobreviure, però com a resultat de les ferides va quedar postrat en cadira de rodes.
Arkan va ser enterrat amb honors militars pels seus voluntaris. El 20 de gener de 2000 va tenir lloc el funeral en una Església Ortodoxa Sèrbia amb l'afluència de milers de persones.
Després de la mort violenta d'Arkan tots els seus enemics ho van celebrar. Per a uns va ser el final merescut d'un criminal, mentre que d'altres haguessin preferit que la història d'Arkan hagués acabat en el Tribunal de la Haia. Les reaccions a la seva mort en l'espectre polític serbi van ser molt variades, però totes elles van ser de sorpresa. Els serbis prooccidentals consideren Arkan una vergonya per al seu país; per a ells, la seva figura representa un bandit i un erràtic senyor de la guerra. Per a d'altres, Arkan representa a l'últim patriota i una llegenda heroica.
Les especulacions, polèmiques i controvèrsia continuen envoltant la vida d'Arkan després de la seva mort.

## Judicis i rumors
Gavrić es va declarar innocent i mai no va admetre haver comès el crim. Va ser trobat culpable i sentenciat a 19 anys de presó. Els seus còmplices van ser condemnats entre 3 i 15 anys cada un, després d'un judici d'un any de durada, celebrat el 2002. Tanmateix el veredicte del jutjat de districte va ser revocat pel Tribunal Suprem a causa de la manca de proves i la imprecisió del primer judici.
El 2006 va començar un nou judici que va finalitzar el 9 d'octubre i en el qual se li va declarar culpable a Gavrić, així com als seus còmplices Milan Djurisić i Dragan Nikolić. Cada un va ser condemnat a 30 anys de presó. Tanmateix, la identitat de la persona o persones que eren darrere de l'assassinat continuaven sent molt confuses. Segons un rumor, Marko Milošević, el fill de president de Iugoslàvia, Slobodan Milošević, va tenir fortes disputes amb Arkan sobre control del contraban de petroli.
Un altre rumor apuntava que va ser Rade Marković qui va demanar a Andrija Drasković que busqués individus disposats a cometre l'assassinat d'Arkan i coordinar la resta de la missió. Drasković va ocupar Dragan Nikolić, conegut com a Gagi, i Zoran Uskoković, també conegut com a Skole. Draguen Nikolić també va comptar per a l'operació amb Dobrosav Gavrić i Milan Đuričić. Ells dos eren persones en les quals Gagi tenia confiança. Đuričić era el seu cosí, mentre que Gavrić era el seu millor home. Juntament amb Skole i la seva quadrilla van planejar i van organitzar l'assassinat d'Arkan al seu apartament.
Per finalitzar, també es va arribar a dir que Borislav Pelević, persona propera a Arkan i el seu successor com a president del Partit de la Unitat Sèrbia, va servir com a "talp" en la conjura contra Arkan. Els Serveis de Seguretat van punxar els telèfons d'Arkan poc abans el seu assassinat; durant quatre mesos el grup van seguir els moviments d'Arkan i el seu parador, arribant a aprendre els seus hàbits. Després de la mort d'Arkan el seu advocat va reclamar que havia estat assassinat pel SBS britànic.